# Mosambik Lake
Mosambik Lake är en sjö i Kanada.   Den ligger i distriktet Algoma och provinsen Ontario, i den sydöstra delen av landet, 700 km nordväst om huvudstaden Ottawa. Mosambik Lake ligger 345 meter över havet. Arean är 10,6 kvadratkilometer. Den sträcker sig 6,9 kilometer i nord-sydlig riktning, och 3,4 kilometer i öst-västlig riktning.
I omgivningarna runt Mosambik Lake växer i huvudsak blandskog. Trakten runt Mosambik Lake är nära nog obefolkad, med mindre än två invånare per kvadratkilometer.